# Hauptfriedhof Ludwigshafen am Rhein

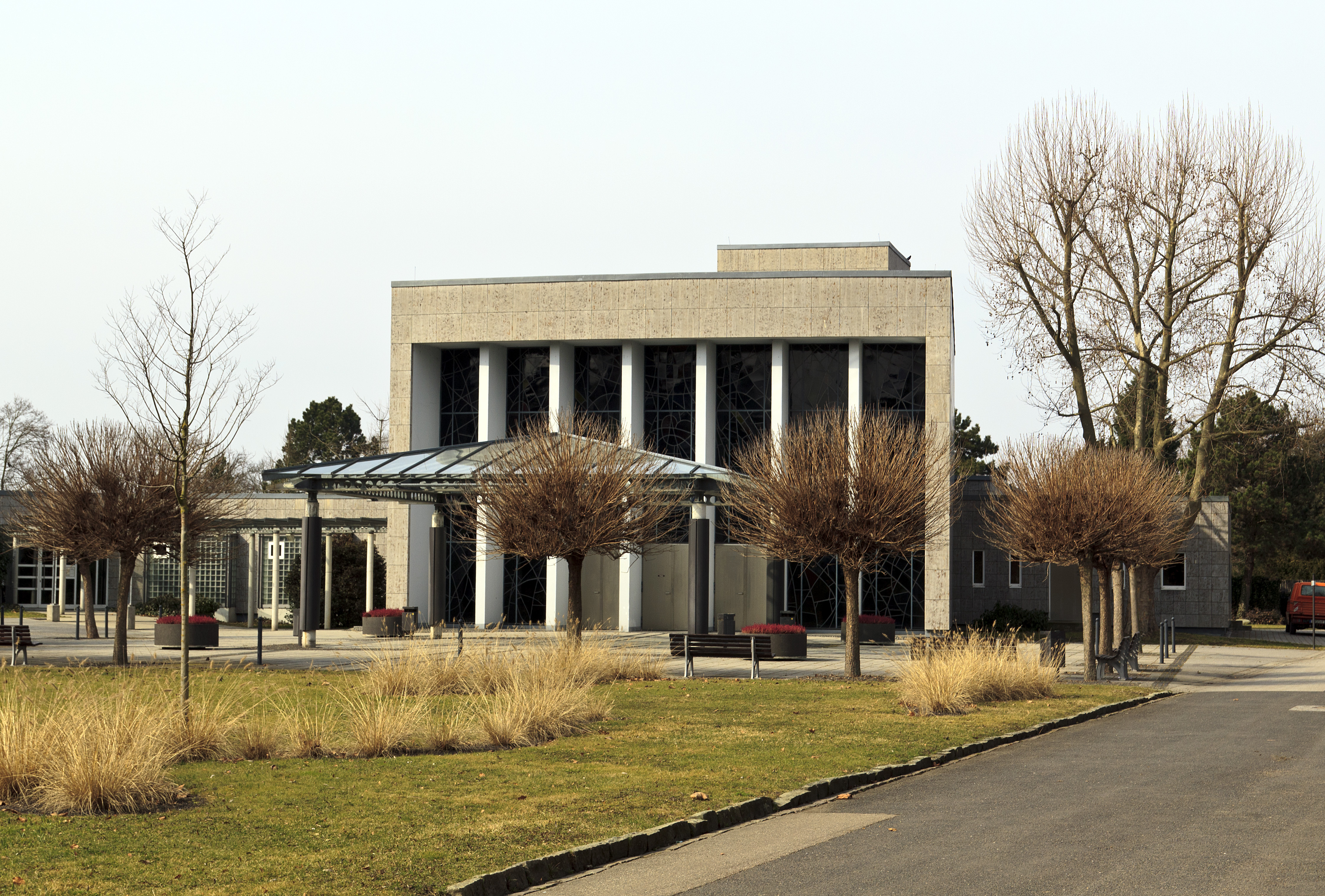
Die Trauerhalle

Der Hauptfriedhof in Ludwigshafen am Rhein ist der größte Friedhof der Stadt Ludwigshafen am Rhein und Begräbnisstätte bedeutender Persönlichkeiten der Stadt.

## Geschichte
Nach der Gründung der selbständigen Gemeinde Ludwigshafen im Jahre 1853 mussten ihre Bürger zunächst weiterhin in den damals noch selbständigen Muttergemeinden Mundenheim (Katholiken) und Friesenheim (Protestanten) beigesetzt werden. Erst im Juli 1855 kaufte die Gemeindeverwaltung von Friesenheimer Bauern ein Areal südlich der Frankenthaler Straße und legte dort einen eigenen Friedhof an, der am 23. November 1856 eingeweiht wurde. 1864 erfolgt die erste Erweiterung des Geländes in Richtung Süden.
In den Jahren 1883 bis 1885 wurde im Eingangsbereich an der Frankenthaler Straße eine klassizistische Leichenhalle errichtet, die im Zweiten Weltkrieg zerstört wurde.
Die Bezeichnung Hauptfriedhof erhielt der Friedhof erst 1899 infolge der Eingemeindung der Gemeinden Friesenheim und Mundenheim. In den folgenden Jahren erfuhr der Friedhof mehrere Erweiterungen bis auf heute fast 25 Hektar. Im Zuge einer grundlegenden Neugestaltung in den Jahren 1952 bis 1955 wurde der Haupteingang von der Frankenthaler Straße in die Bliesstraße verlegt, wo sich heute auch die Friedhofsverwaltung, die Einsegnungskapelle mit Leichenschauhaus und das Krematorium befinden.

## Kriegsgräber
Nach dem Deutsch-Französischen Krieg wurde 1873 ein Ehrenfeld für die achtzehn Kriegsgefallenen aus der Stadt eingeweiht. Auf dem Hauptfriedhof von Ludwigshafen befinden sich 1599 Gräber von Gefallenen des Ersten und Zweiten Weltkriegs sowie von 362 Russen, Polen, Franzosen und Jugoslawen, die in Kriegsgefangenschaft starben.

## Besondere Abteilungen
Die jüdische Gemeinde richtete neben dem Hauptfriedhof eine eigene Abteilung ein. Inzwischen erhielt der Ludwigshafener Hauptfriedhof auch ein Gräberfeld für Bestattungen muslimischer Bürger.
Ein eigenes Gräberfeld wurde auch den Opfern des BASF-Unglücks von 1921 gewidmet.

## Gräber bekannter Persönlichkeiten
- Valentin Bauer (1885–1974), sozialdemokratischer Politiker, Bürgermeister der Stadt Ludwigshafen
- Franz Josef Ehrhart (1853–1908), sozialdemokratischer Politiker, Mitglied des bayerischen Landtags und des Reichstags
- Carl Grünzweig (1845–1913), Industrieller und Bürgermeister der Stadt Ludwigshafen
- Gustav Hatzfeld (1851–1930), Polizeirat, Chef der Ludwigshafener Polizei
- Joseph Hoffmann (1810–1881), Baumeister und Bürgermeister der Stadt Ludwigshafen
- Elfriede Kafschinsky (1914–1979), Ludwigshafener Original
- Hans Klüber (1902–1981), Oberbürgermeister der Stadt Ludwigshafen
- Friedrich Krafft (1857–1936), Oberbürgermeister und Ehrenbürger der Stadt Ludwigshafen
- Georg Kutterer (1828–1896), Bürgermeister der Stadt Ludwigshafen
- Heinrich Wilhelm Lichtenberger, erster Bürgermeister der Stadt Ludwigshafen nach ihrer Gründung
- Franz Ludowici, Industrieller
- Friedrich Lux (1854–?), Industrieller
- Friedrich Wilhelm Wagner (1894–1971), Jurist und Politiker, MdB, Vizepräsident des Bundesverfassungsgerichts
- Julius Waldkirch (1840–1911), Druckereibesitzer, Verleger
- Wilhelm Waldkirch (1870–1942), Verleger